# Basilica di San Barnaba
La basilica di San Barnaba è il principale luogo di culto cattolico della città di Marino, in città metropolitana di Roma Capitale e sede suburbicaria di Albano.
La basilica, costruita per devozione della famiglia Colonna, è una delle chiese più vaste della diocesi, nonché una delle più importanti: fu sede della venerabile arciconfraternita del Gonfalone di Marino, fondata attorno al 1271 da Bonaventura da Bagnoregio; inoltre il capitolo di San Barnaba era il più importante della diocesi insieme a quello della collegiata di Santa Maria Assunta in Ariccia, come fu stabilito nei sinodi diocesani del 1668 e del 1687.

## Storia

### La leggenda di San Barnaba
Originariamente la santa patrona di Marino era santa Lucia, la cui festa si celebra tuttora in città il 13 dicembre di ogni anno.
Alla santa era dedicata la collegiata di Santa Lucia, situata nell'omonimo rione. 
San Barnaba sarebbe stato scelto come santo patrono di Marino in seguito a una calamità naturale che colpì le campagne marinesi. Si tramanda infatti che l'11 giugno 1615 una violenta grandinata devastò i raccolti dei marinesi. L'anno seguente un'altra grandinata, lo stesso giorno, cadde sulle campagne marinesi. Infine nel 1617 una terza grandinata sconquassò ancora, sempre nella giornata dell'11 giugno, i campi e le vigne locali. Per porre fine a questo flagello, venne convocata, il 2 febbraio 1618, un'assemblea popolare plenaria, che votò di scrivere una lettera al cardinale vescovo di Albano Francesco Sforza di Santa Fiora cardinale vescovo di Albano chiedendo di poter venerare san Barnaba, la cui festa ricorre proprio l'11 giugno, come santo patrono «appresso Sua Divina Maestà». Il 4 giugno 1619 il cardinal Sforza rispose affermativamente e da quella data si iniziò a celebrare solennemente la festività di San Barnaba apostolo a Marino.

### La fondazione
All'inizio del XVII secolo Marino era suddivisa in due parrocchie: la summenzionata parrocchia di Santa Lucia e la parrocchia di San Giovanni Battista, la cui parrocchiale era collocata nell'attuale rione Castelletto, nella parte cioè alto-medioevale dell'abitato, e di cui restano solo pochi resti inglobati dalle case. 
Così, il 28 ottobre 1636 monsignor Giovanni Battista Altieri, vicario generale della sede suburbicaria di Albano, con atto di visitazione soppresse le due parrocchie marinesi di Santa Lucia e di San Giovanni Battista accorpando le loro rendite e benefici nella costituenda parrocchia di San Barnaba.
Il duca Filippo I Colonna subito stanziò alcuni fondi per l'avvio dei lavori di costruzione, ai quali tuttavia attinsero, commettendo un reato quasi sacrilego, gli ufficiali tesorieri della Comunità di Marino che approfittarono di quel denaro per «recarsi a pazzeggiare all'hosterie» di Roma.
Nonostante il furto, la prima pietra della nuova parrocchiale venne solennemente posata il 10 giugno 1640 con la benedizione del cardinal Girolamo Colonna e alla presenza del duca Filippo I Colonna e degli altri membri di casa Colonna.
Papa Urbano VIII il 3 dicembre 1643 emanò la bolla Exclesa merita Sanctorum, con la quale non solo confermava la soppressione delle due antiche parrocchie marinesi in favore della nuova parrocchiale in costruzione, ma elevava anche quest'ultima al titolo di Collegiata perinsigne ed alla dignità abbaziale nullius, dunque dotata di un Capitolo di dodici canonici più sei beneficiati con diritto all'abito corale presieduto da un arciprete abate parroco con privilegio di cappa magna: l'arciprete abate parroco doveva essere inoltre affiancato da due «coadiutori perpetui» per la cura delle anime dei parrocchiani. I privilegi di canonici e abate parroco vennero ampliati nei secoli seguenti dai Pontefici: nel 1748 papa Benedetto XIV concesse all'abate parroco l'uso dell'abito pontificale ed ai canonici l'uso del rocchetto e della mozzetta paonazza; il 12 agosto 1828 invece papa Leone XII autorizzò i canonici ad indossare la cappa magna, in premio della fedeltà del clero marinese alla Santa Sede durante le vicende dell'occupazione francese; infine il 17 novembre 1843 papa Gregorio XVI concesse sia all'abate parroco che ai canonici l'uso del collare di seta paonazza.
Tornando a parlare del procedere dei lavori, il 5 giugno 1642 l'ufficiale camerlengo del feudo di Marino comunicava al duca Filippo I Colonna che erano stati messi in opera tutti i pilastri dell'erigenda chiesa e le volte delle otto cappelle. Alcune misure dell'edificio: lunghezza alla facciata 58,75 metri; larghezza al transetto 24 metri; altezza della cupola alla lanterna 36 metri. Fino a quella data erano stati spesi 12.000 scudi per la costruzione, e altrettanti ne verranno spesi in seguito, fino al 1655, per un totale di circa 30.000 scudi.
I lavori durarono fino al 1662, e si conservano nell'Archivio Colonna documenti contabili dall'anno 1640 al 1663.

### Il XVII secolo

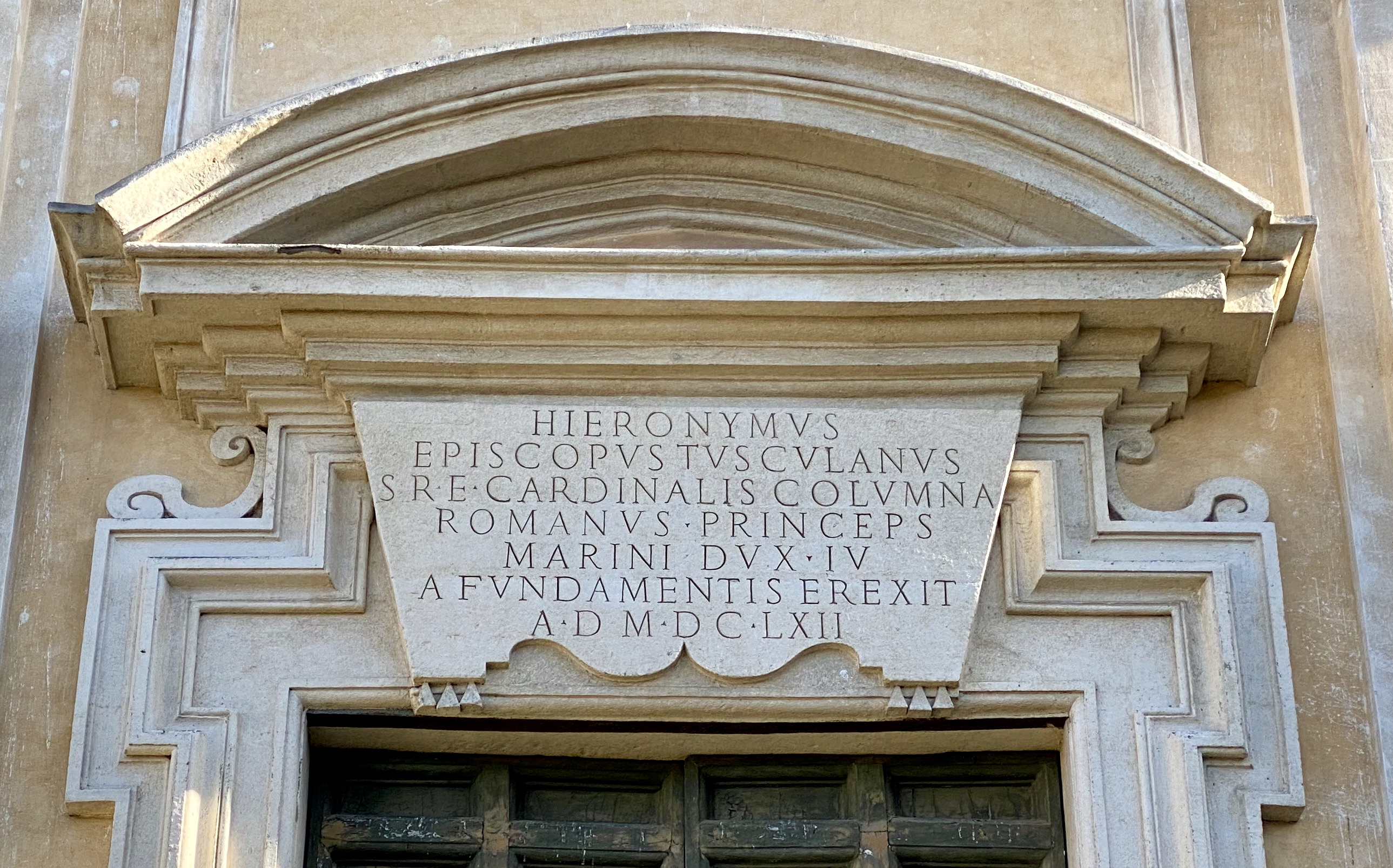
La lapide celebrativa della fondazione della basilica, posta sopra la porta principale su piazza San Barnaba.

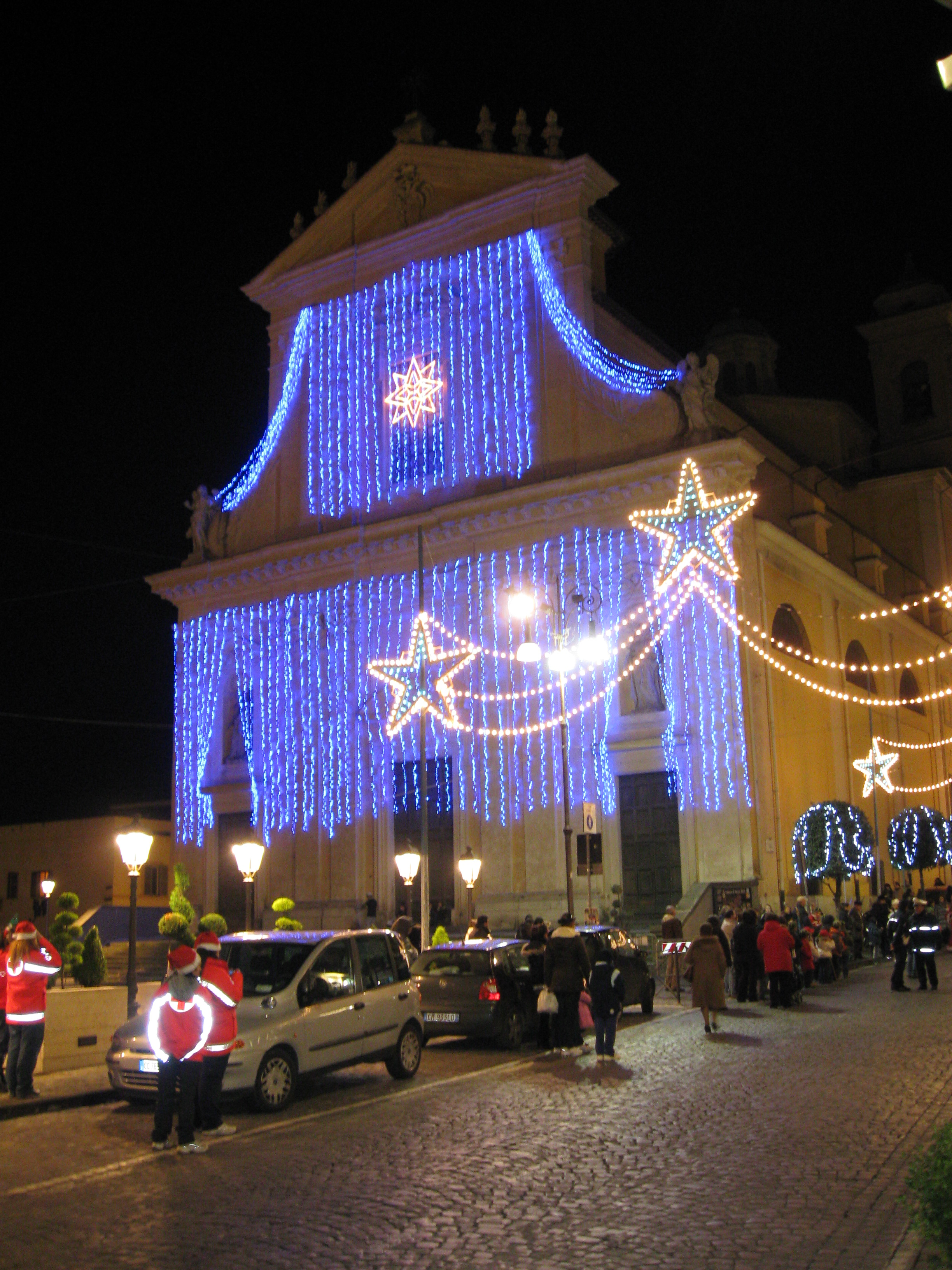
La facciata della basilica su piazza San Barnaba durante il Natale 2008.

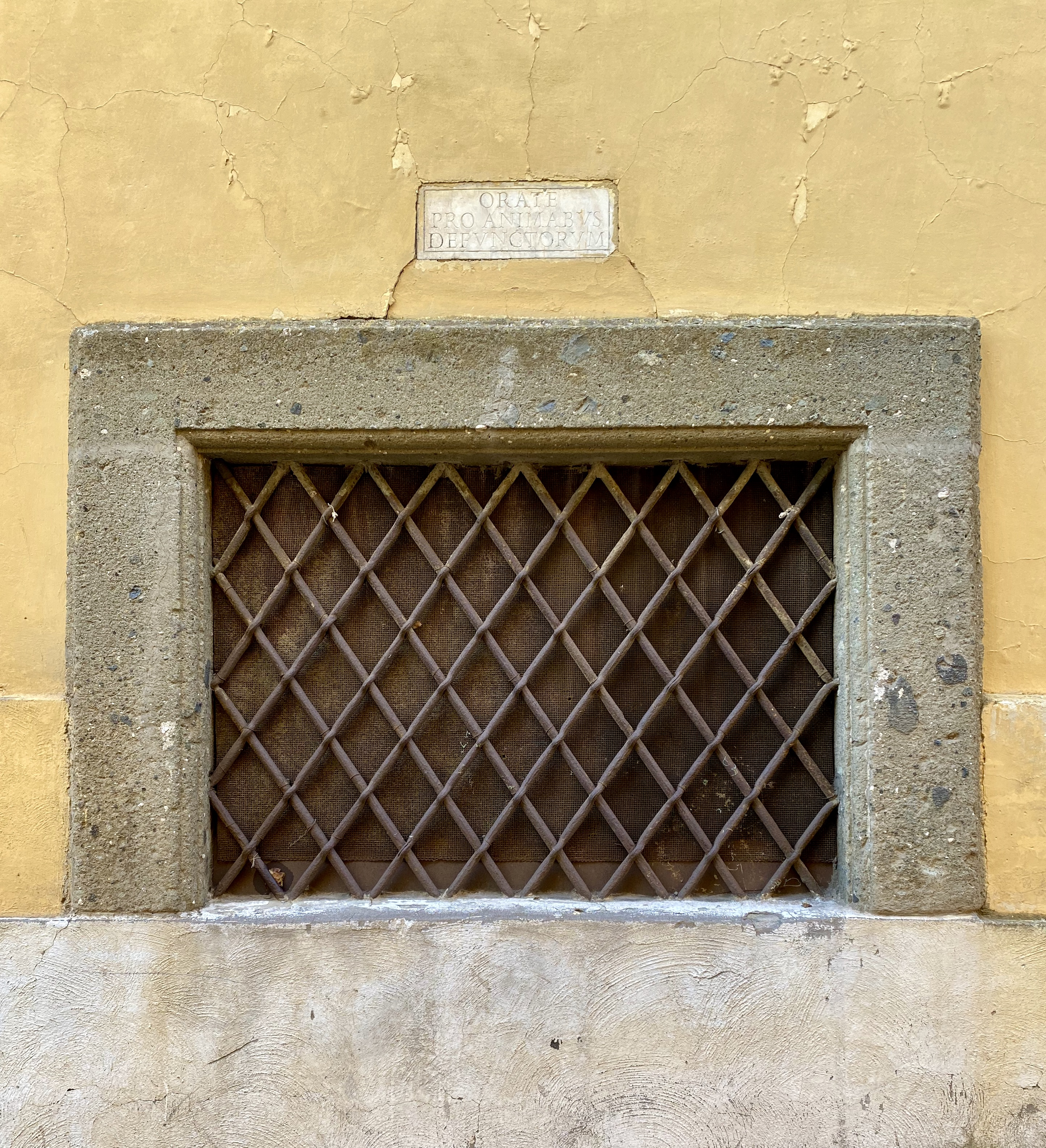
Il finestrone dell'ex-cimitero, in Corso Trieste, situato sotto la basilica.

L'abate parroco ed i canonici furono investiti dei rispettivi uffici il 6 novembre 1644.
L'apertura al culto si ebbe il 22 ottobre 1662, con la celebrazione presieduta da monsignor Carlo Tarugi vicario generale della sede suburbicaria di Albano e dal primo abate parroco, don Agostino Gagliardi. A quella data risale infatti la lapide apposta dal cardinal Girolamo Colonna sulla controfacciata, che ricorda come la chiesa sia sotto lo iuspatronatus perpetuo della famiglia Colonna. Tuttavia la consacrazione ufficiale della Collegiata venne celebrata solo il 14 maggio 1713 ad opera dell'arcivescovo di Napoli monsignor Antonio Sanfelice.
Il 10 dicembre 1662 l'immagine della Madonna del Rosario nuncupatam de Populo venne traslata dalla vecchia chiesa di Santa Lucia alla nuova Collegiata.

### Il XVIII secolo
Dopo le vicende della Repubblica Romana (1798-1799), a cui Marino aveva partecipato attivamente, nel 1799 le truppe napoletane di liberazione si accamparono ai Castelli Romani e anche a Marino, celebrando una solenne messa in suffragio dei loro caduti proprio nella Collegiata di San Barnaba.

### Il XIX secolo
L'elevazione a basilica minore risale al 1851, per volere di papa Pio IX, ferma restante l'aggregazione della città alla sede suburbicaria di Albano, già confermata da Gregorio XVI quando nel 1835 aveva elevato Marino al grado di città.
Dopo il 1870 a Marino esplose l'anticlericalismo della parte repubblicana maggioritaria della popolazione, che avversava fieramente la comunità parrocchiale con manifestazioni come il Carnevalone. Nel 1899 così l'allora abate parroco volle mostrare anch'egli la sua ostilità verso i repubblicani e verso la stessa Italia unitaria proibendo l'ingresso in basilica alla bandiera italiana, in occasione di una messa in suffragio per i morti nella battaglia di Adua.

### Il Novecento

#### Dall'inizio del secolo alla seconda guerra mondiale
Il terremoto del 1902 causò alcune profonde crepe nella struttura della basilica, perciò il Genio Civile di Roma nel 1909 portò a compimento alcuni necessari lavori di consolidamento, tramite il rafforzamento degli architravi delle due navate laterali con archi a tutto sesto, il potenziamento dei pilastri ed il rinnovamento del pavimento e dell'intonaco.
Nei primi anni del Novecento, la parrocchia fu retta dall'abate parroco Attilio Pandozzi, sacerdote apertamente schierato con la forte maggioranza anti-clericale, che arrivò al punto di scrivere un libello contro la Chiesa cattolica ed il Papa; perciò, fu sospeso a divinis ed allontanato dalla parrocchia. Il cardinale vescovo della diocesi suburbicaria di Albano Antonio Agliardi, per ricostruire una comunità "avvilita e dispersa" dopo la parentesi dell'"infelice parroco apostata", scelse don Guglielmo Grassi (1868–1954), combattivo sacerdote originario di Genzano di Roma, che resterà alla guida della parrocchia fino alla morte, avvenuta nel 1954. Nel 1937 sarà nominato vescovo di Damietta da papa Pio XII, tuttavia continuerà la sua opera di pastore a Marino. A monsignor Grassi si devono la fondazione della congregazione delle Piccole Discepole di Gesù, la creazione di un asilo per i genitori bisognosi durante la prima guerra mondiale, l'apertura della sala-teatro Vittoria Colonna l'incentivo all'attività teatrale, la fondazione dell'Oratorio Parrocchiale San Barnaba negli anni venti, la proficua collaborazione con il Servo di Dio Zaccaria Negroni che portò alla crescita dell'oratorio parrocchiale ed alla fondazione della congregazione dei Piccoli Discepoli di Gesù e della Tipografia Santa Lucia.
Nella notte tra venerdì 17 novembre e sabato 18 novembre 1911 la venerata immagine della Madonna del Popolo custodita nella seconda cappella di destra della basilica fu soggetta ad un furto sacrilego: i ladri entrarono da una porticina laterale nel coro e portarono via buona parte degli ornamenti più preziosi e degli ex voto. I colpevoli del furto furono identificati quasi immediatamente nelle persone di tre anarchici: due marinesi, Tullo Ostilio Ciaglia ed Enrico Testa, e un forestiero, Proietti Giovanni. Furono condannati a tre anni di reclusione. Un secondo furto sacilego si verificò pochi anni dopo, nel 1914, ed i ladri penetrarono nella basilica sempre dalla stessa porticina, rimasta incustodita per "insipienza del Clero". Vennero trafugati i preziosi sopravvissuti alla prima rapina: i colpevoli stavolta non vennero identificati.

Il fianco destro della basilica dopo le incursioni aeree anglo-americane nel maggio 1944

Durante la seconda guerra mondiale, il 2 febbraio 1944 alle ore 12.30 circa, alcuni bombardieri North American B-25 Mitchell della 15ª United States Army Air Forces, del tonnellaggio di 1360 chilogrammi di bombe ciascuno, bombardarono il centro storico di Marino. In questa occasione la basilica venne risparmiata; numerosi sfollati si rifugiarono nei sotterranei della basilica, nella sala-teatro Vittoria Colonna e nella chiesa della Coroncina, presso cui furono collocati anche alcuni uffici comunali, senza sede dopo il bombardamento di Palazzo Colonna. Alla Coroncina trovarono sede anche l'ufficio postale a la cassa di credito cooperativo San Barnaba, ed in un certo periodo anche un deposito di generi alimentari.
Il 31 maggio 1944 quattro incursioni aeree anglo-americane colpirono la basilica: furono sfondati il tetto -già cadente- e un arco di sostegno della cupola, causando gravi danni ai dipinti dell'interno.

#### Dalla seconda guerra mondiale alla fine del secolo
Il primo intervento di restauro alla basilica bombardata venne deliberato d'urgenza dall'amministrazione comunale pro tempore già nell'agosto 1944. Venne ricostruito l'arco spezzato che sosteneva la cupola e furono restaurati i due dipinti del Martirio di San Barnaba attribuito a Bartolomeo Gennari conservato sulla parete di fondo del presbiterio e del Martirio di San Bartolomeo del Guercino conservato nel transetto sinistro. Venne anche restaurata l'icona della Madonna del Popolo: Il restauro venne eseguito dal professor Giuseppe Grassi, fratello dell'abate parroco Guglielmo Grassi, a titolo completamente gratuito, mentre sarebbero costati oltre 80 000 £. Il 25 agosto 1948 la Madonna del Popolo tornò trionfalmente nel suo altare. Il 2 febbraio 1948 il Comune di Marino inaugurò le quattro steli di travertino collocate nell'altare del Crocifisso e dell'Addolorata -seconda campata a sinistra- su cui sono riportati i nomi dei 325 marinesi caduti nell'ultima guerra mondiale.
Nel 1950, il cardinale vescovo della diocesi suburbicaria di Albano Giuseppe Pizzardo nominò don Giovanni Eleuterio Lovrovich vicario coadiutore perpetuo dell'abate parroco Guglielmo Grassi con diritto di successione. Don Giovanni, originario di Sebenico in Dalmazia e fuggito da lì a causa delle persecuzioni jugoslave contro gli italiani, successe a monsignor Grassi alla morte di questi, il 14 settembre 1954.: rimase parroco fino al 1989. Si impegnò attivamente -assieme al Servo di Dio Zaccaria Negroni, diventato senatore democristiano- nell'ampliamento dell'Oratorio Parrocchiale San Barnaba, che sotto la sua gestione pastorale arrivò ad avere l'aspetto attuale; fu autore di opere storiche, come una preziosa monografia su Giacoma de Settesoli (1976) e l'importante opera di storiografia locale Lo vedi ecco Marino, scritta assieme a Franco Negroni (1981). Sotto di lui venne inaugurato l'auditorium monsignor Guglielmo Grassi nei locali della ex-chiesa della Coroncina, e l'attività teatrale ebbe un forte e positivo incentivo.
Il 31 agosto 1962 papa Giovanni XXIII piombò a sorpresa a Marino, venendo dal Palazzo Pontificio di Castel Gandolfo a visitare monsignor Alberto Canestri, suo compagno di studi, residente a Marino. Il Papa si ritirò in preghiera nella basilica per alcuni minuti: è l'ultima visita pontificia ricevuta dalla città di Marino.

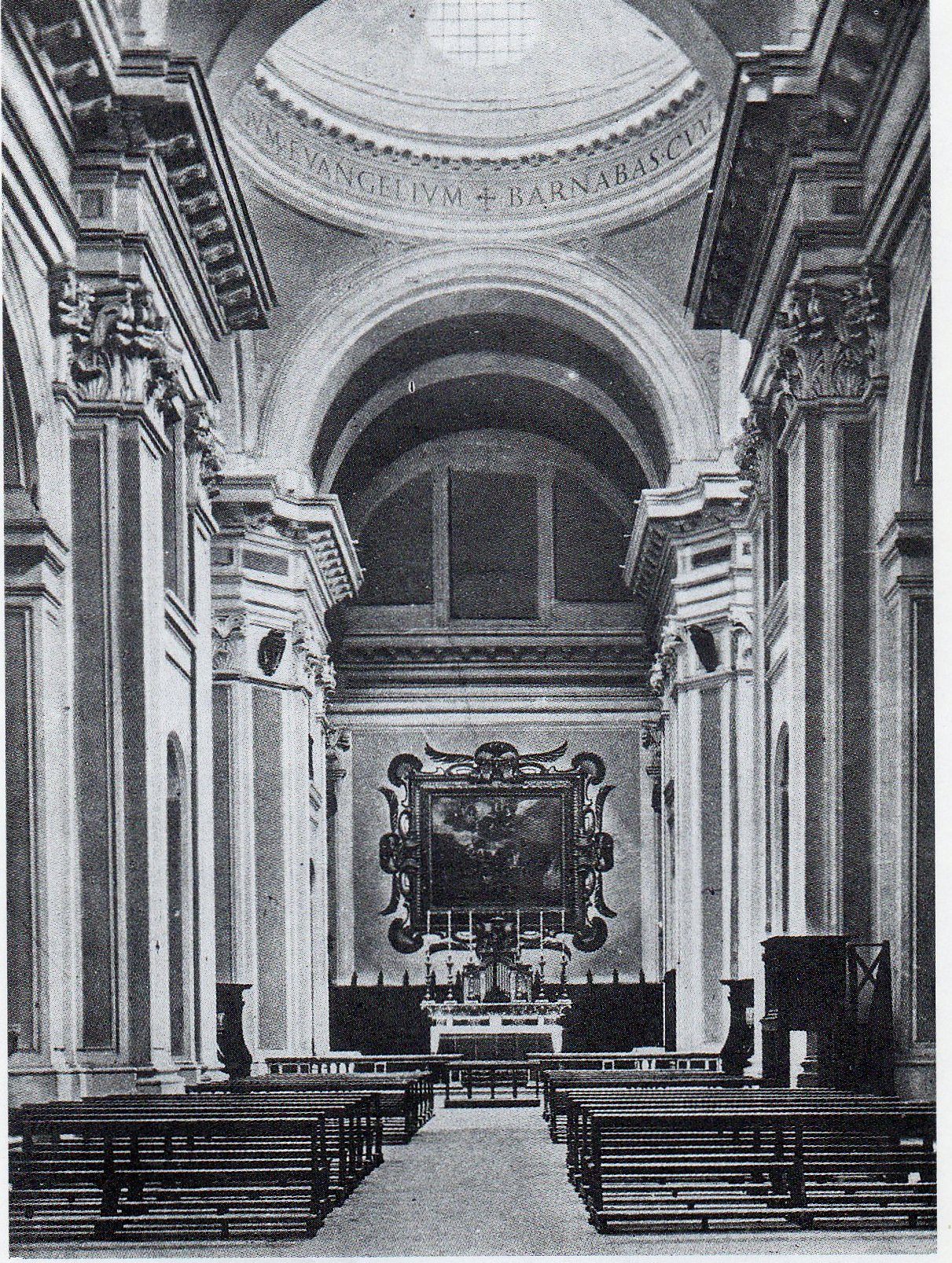
L'interno della basilica negli anni trenta del Novecento.

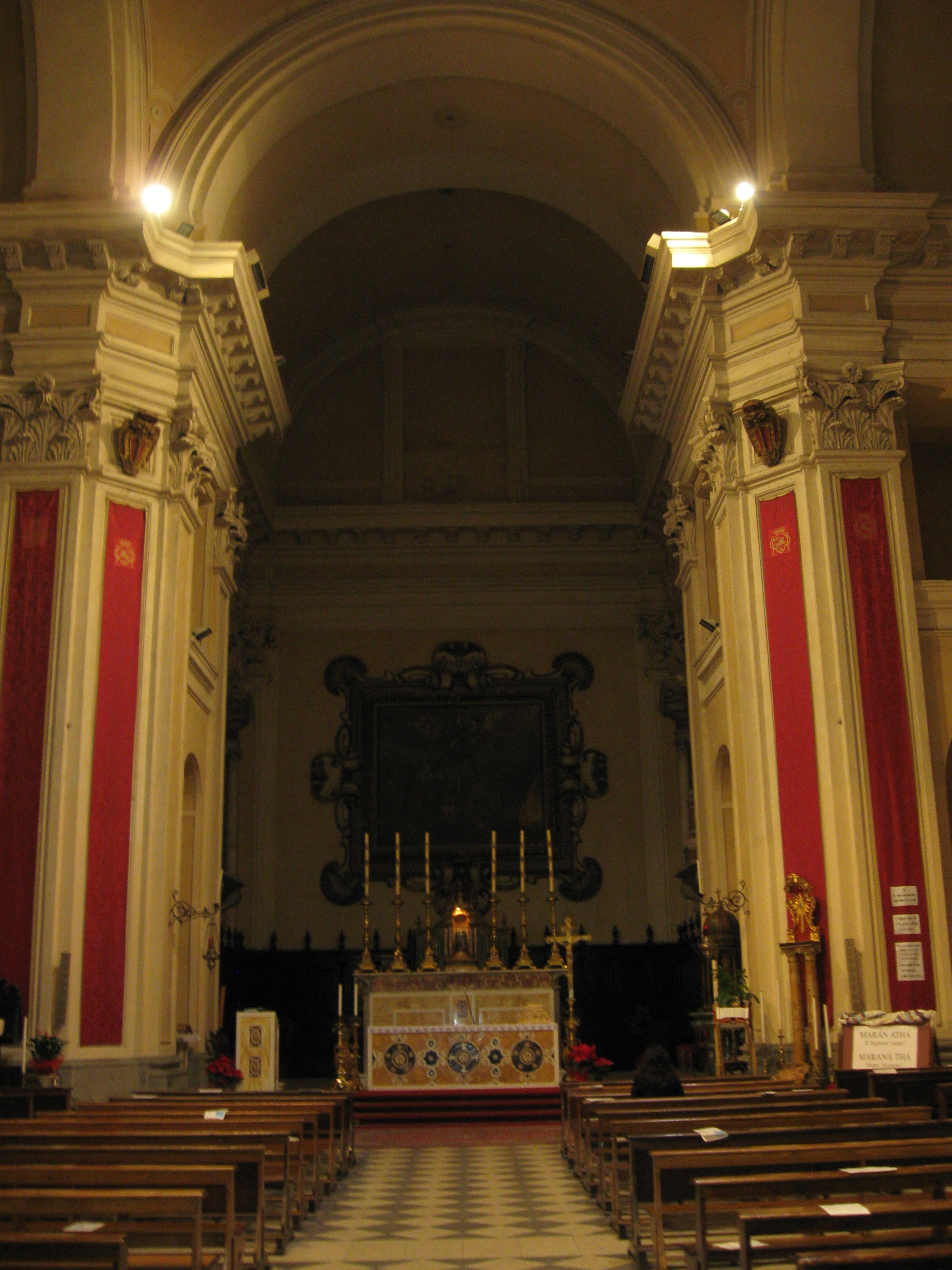
L'interno della basilica nel dicembre 2008.

Nel 1962 la Curia Vescovile patrocinò una serie di lavori di sistemazione e rinnovamento delle cappelle laterali: vennero risistemati il summenzionato altare del Crocifisso e dell'Addolorata, l'altare del Sacro Cuore -terza campata a sinistra-, arricchito con un dipinto raffigurante il defunto abate parroco Guglielmo Grassi che guida il popolo al Sacro Cuore di Gesù Cristo, e la cripta -prima campata a destra-, dove trovarono sepoltura la Serva di Dio Barbara Costantini, monsignor Guglielmo Grassi ed il vicario generale della diocesi suburbicaria di Albano Giovanni Battista Trovalusci. Nel 1970 è stata restaurata la statua in legno dorato di santa Lucia, conservata nella prima campata a sinistra ed esposta all'adorazione per il 13 dicembre. Tra il 1978 ed il 1979 furono eseguiti importanti lavori in basilica, soprattutto nell'area del presbiterio che fu messo a norma secondo le nuove disposizione del Concilio Vaticano II.
Purtroppo, nel corso degli anni ottanta la basilica è stata oggetto di almeno tre furti sacrileghi: scomparirono l'icona della Madonna del Popolo -quella venerata è una copia moderna-, il reliquiario in argento del braccio di san Barnaba ed un crocifisso in stile berniniano. Non si hanno notizie sulla sorte di questi oggetti.
Dopo l'allontanamento dalla parrocchia di monsignor Giovanni Lovrovich, nel 1989 venne chiamato alla guida della parrocchia don Elio Abri. Quindi, nel 1997 il vescovo di Albano Dante Bernini affidò la parrocchia a don Aldo Anfuso, precedentemente fondatore della parrocchia di San Bonifacio a Pomezia. Sotto la guida pastorale di don Aldo, l'attività formativa data dall'Oratorio Parrocchiale San Barnaba ha ripreso vigore, è stato restaurato l'auditorium monsignor Guglielmo Grassi con una ripresa dell'attività teatrale che aveva avuto tanta importanza a Marino, e si sono poste le basi per il restauro dell'adiacente sala-teatro Vittoria Colonna.
Negli novanta si sono condotti importanti lavori di restauro della facciata principale della basilica; nel 2006 è stato completamente rinfrescato l'intonaco della monumentale parete orientale, su via Giuseppe Garibaldi.

### Il Duemila
Il 30 settembre 2008 monsignor Aldo Anfuso, trasferito alla guida della parrocchia della collegiata di Santa Maria Assunta e del santuario di Santa Maria di Galloro in Ariccia dopo undici anni di attività pastorale a Marino, è stato salutato ufficialmente con una santa messa in basilica. 
Il 6 ottobre è subentrato al suo posto il parroco di Ariccia monsignor Pietro Massari, investito ufficialmente della guida della parrocchia dal vescovo di Albano monsignor Marcello Semeraro l'8 dicembre 2008.
L'11 dicembre 2008 una delegazione di autorità della Sierra Leone, formata dal vescovo di Makeni monsignor Giorgio Biguzzi, dal sindaco di Makeni Alhaji Andrew Kanu e dal presidente della Provincia del Nord nonché ministro degli Affari Interni del governo in carica, è stata ricevuta in basilica, dopo un ricevimento a Palazzo Colonna da parte dell'autorità civile, dal neo-insediato abate parroco della basilica di San Barnaba monsignor Pietro Massari, responsabile della missione della Diocesi suburbicaria di Albano nel territorio della diocesi di Makeni.

## Descrizione
(Carlo Emilio Gadda, La festa dell'uva a Marino, in Il castello di Udine (1934), pp. 145.146.)
L'interno della basilica, tanto ampio e disadorno quanto ben proporzionato,, è stato progettato da Antonio Del Grande, architetto di fiducia della famiglia Colonna, che lavorò anche alla parrocchiale di Santa Maria Assunta a Rocca di Papa ed al Palazzo Colonna di Roma. I costruttori impegnati nella fabbrica furono Giovanni Maria Longhi, Vincenzo della Greca e Paolo Andreotti, con la soprintendenza ai lavori di Fabrizio Vannutelli.

### Esterno

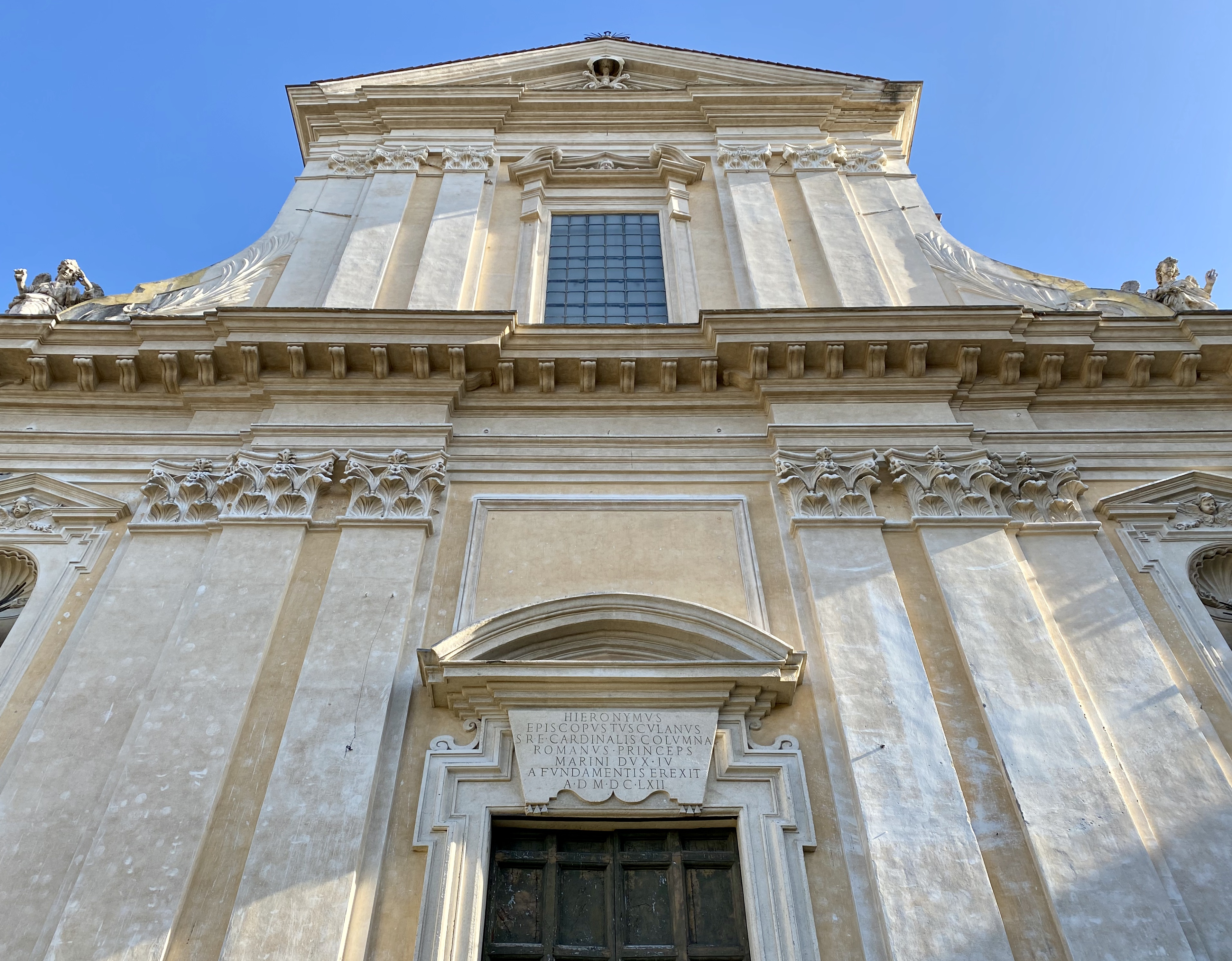
Particolare della facciata della basilica.

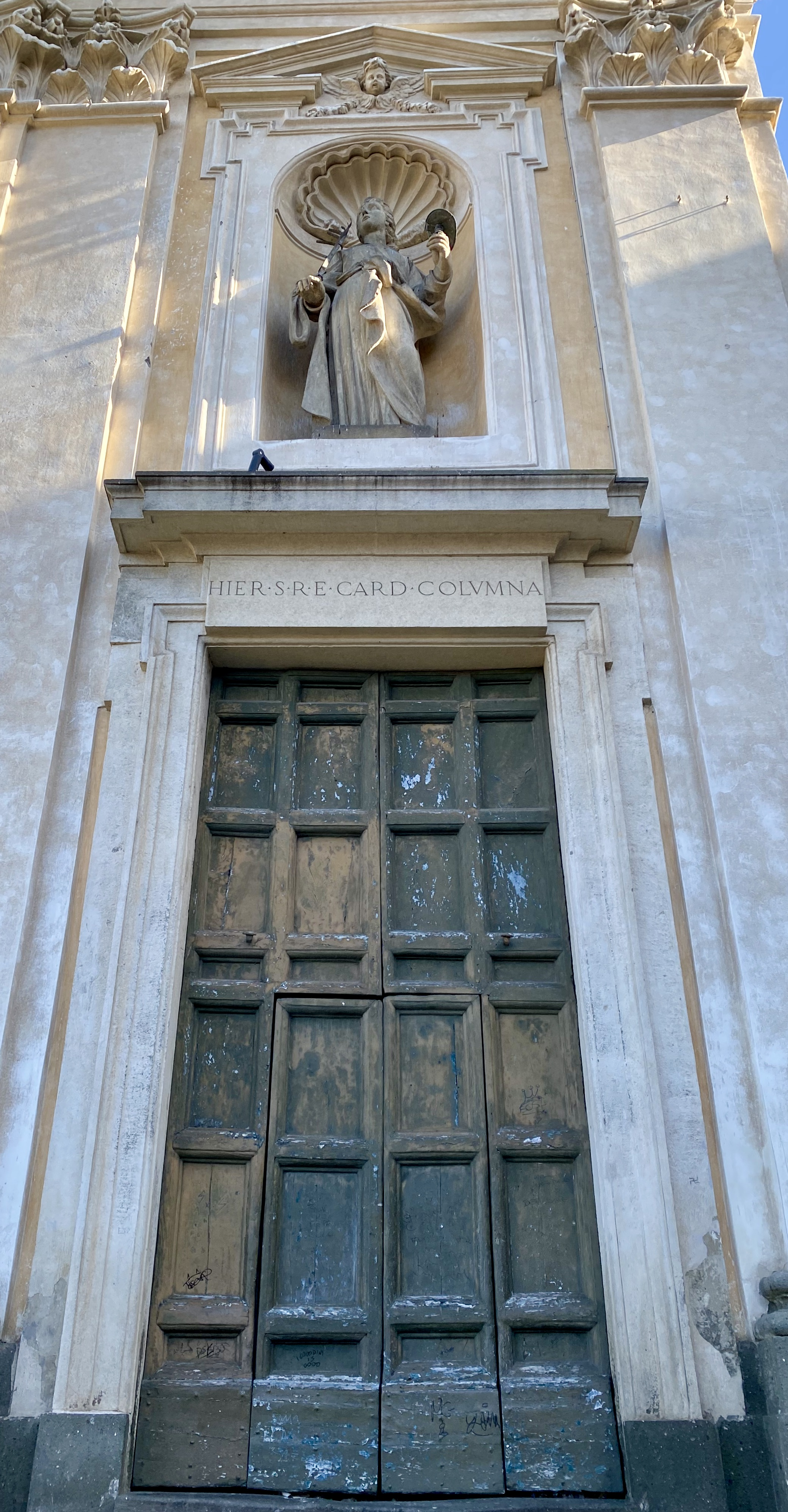
La porta laterale destra e la nicchia con la statua di Santa Lucia, sulla facciata principale della basilica.

La facciata della basilica fu realizzata tra il 1652 ed il 1653, oltre dieci anni dopo l'inizio della fabbrica: a causa di questo ritardo nella costruzione il capo d'arte venne destituito dall'incarico e rimpiazzato, il 28 agosto 1651, da un tale Giacomo Alto fu Giovanni Battista, di Asti. Il prospetto è scandito orizzontalmente in una parte inferiore ed in una superiore, mentre verticalmente si presenta tripartito da sei lesene giganti di ordine corinzio.
Sulla facciata si aprono tre porte: sulle due porte laterali compare l'iscrizione:
Sul grande portale d'ingresso centrale invece è collocata la seguente lapide:
Sopra le due porte laterali si trovano due nicchie sormontate da cornici triangolari occupate da due statue in peperino dipinto alte circa due metri: a sinistra è raffigurato san Barnaba apostolo, santo patrono della città, recante in mano la palma del martirio, mentre a destra c'è santa Lucia da Siracusa, santa compatrona della città, che tiene in mano anch'essa una palma del martirio oltre ad un piattino contenente gli occhi che le sono stati cavati durante il martirio.
Sopra le nicchie, accanto alle volute della parte superiore della facciata, sono collocate altre due statue in peperino dipinto, della stessa altezza delle altre due sopra descritte, raffiguranti due angeli.
Nel timpano è collocato lo stemma del cardinale Girolamo Colonna, ovvero una colonna, simbolo araldico della famiglia Colonna, sormontata da un galero cardinalizio. Sopra al frontone, oltre ad una croce in ferro, sono poste sei fiaccole di peperino.

### Interno
(Gaetano Moroni, Dizionario di erudizione storico-ecclesiastica)
L'interno è a pianta basilicale a tre navate, lungo 58.75 metri e largo 24 metri al transetto, alto 36 metri alla lanterna della cupola. La navata centrale è coperta da una volta a botte lunettata, mentre le due navate laterali, poste a sinistra e a destra di quella principale, sono coperte da volte a botte disposte ortogonalmente alla volta alla navata principale. L'illuminazione naturale è garantita nella navata tramite sei lunette, tre per lato, mentre nella cupola dalle finestre della lanterna. La spesa per i lavori si aggirò complessivamente tra i 12.000 ed i 24.000 scudi pontifici.

#### La controfacciata
Sulla parte interna della facciata, sopra la porta principale d'accesso, è collocata una lapide celebrativa che recita:
Ai lati del grande portale d'ingresso invece sono collocate altre due lapidi, una in latino apposta nel 1909 a celebrazione del consolidamento e della ripavimentazione della basilica resisi necessari dopo i danni seguiti al terremoto del 1902, e finanziati da papa Pio X, dal Comune di Marino e dalla cittadinanza e dal principe Marcantonio Colonna, l'altra in italiano apposta invece nel 1962, in corrispondenza peraltro del terzo centenario della consacrazione della chiesa, a memoria dell'inaspettata visita di papa Giovanni XXIII avvenuta il 31 agosto 1962. Le due lapidi recitano come segue:

#### Navata destra

##### Prima campata

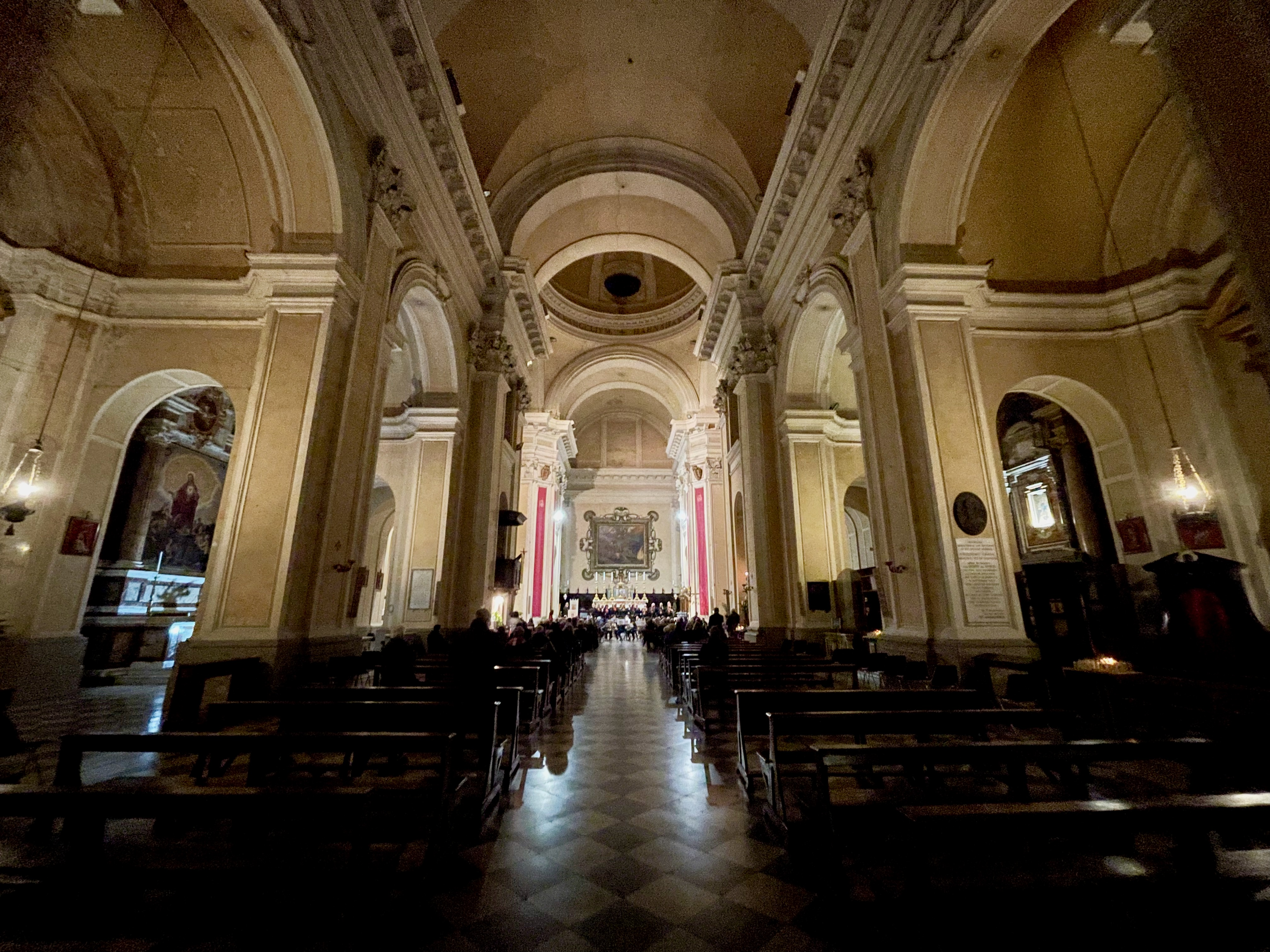
Interno della basilica.

La prima campata della navata destra non ospita alcun altare in particolare, tranne una statua lignea di sant'Antonio da Padova ed una tela anonima di grandi dimensioni raffigurante una "Visione di sant'Antonio da Padova".
Sul primo pilastro della chiesa, sopra un'acquasantiera in marmo bianco, è conservata incastonata nel muro una croce di bronzo appartenente alla porta santa della basilica di San Giovanni in Laterano a Roma aperta nel Giubileo del 1650 dal cardinale Girolamo Colonna, e donata alla basilica dal cardinale stesso. Un'altra croce simile venne donata dallo stesso cardinale al convento di Santa Maria ad Nives di Palazzolo sul Lago Albano in comune di Rocca di Papa, presso cui il cardinale Colonna si fece costruire una villa. La reliquia è accompagnata dalla seguente descrizione:
Da questa parte della basilica si accede inoltre alla cripta sotterranea, restaurata negli anni sessanta dalla curia vescovile della diocesi suburbicaria di Albano per accogliere le spoglie di monsignor Guglielmo Grassi, abate parroco della basilica dal 1908 al 1954 e dal 1937 vescovo titolare di Damietta in Egitto, di monsignor Giovanni Battista Trovalusci, vicario generale della diocesi suburbicaria di Albano dal 1934 al 1961, e della Serva di Dio Barbara Costantini (1700-1773). Il sarcofago in granito e ferro a forma di croce di monsignor Trovalusci è un'opera dell'architetto Sandro Benedetti, quello di monsignor Grassi invece è un semplice parallelepipedo di marmo. Inoltre trovano sepoltura nella cripta anche altre persone comuni, tra cui quattro Zuavi pontifici francesi e belgi di stanza a Roma morti presso l'ospedale di Marino negli anni sessanta dell'Ottocento.

##### Seconda campata
La seconda campata della navata destra ospita l'altare di sant'Antonio abate o di san Giuseppe, ed era curato dalla confraternita della Carità, il cui stemma (una croce potenziata rossa con la parola latina "charitas" in lettere dorate) campeggia nel frontone.
La statua marmorea di sant'Antonio Abate è opera dello scultore Ercole Ferrata, mentre il sottostante quadro raffigurante san Giuseppe con il Bambino Gesù è stato dipinto nel 1871 dalla pittrice Anna Maria Meucci.
Presso l'altare è collocata una lapide che ricorda il luogo della sepoltura della Serva di Dio Barbara Costantini prima della sua traslazione nella cripta sotterranea. Sul secondo pilastro della basilica è incastonato nel muro una lapide celebrativa dell'abate parroco Guglielmo Grassi, collocata il 14 settembre 1956. Il medaglione bronzeo raffigurante il parroco genzanese è opera del medaglista ed incisore Tommaso Peccini. Il testo della lapide è il seguente:

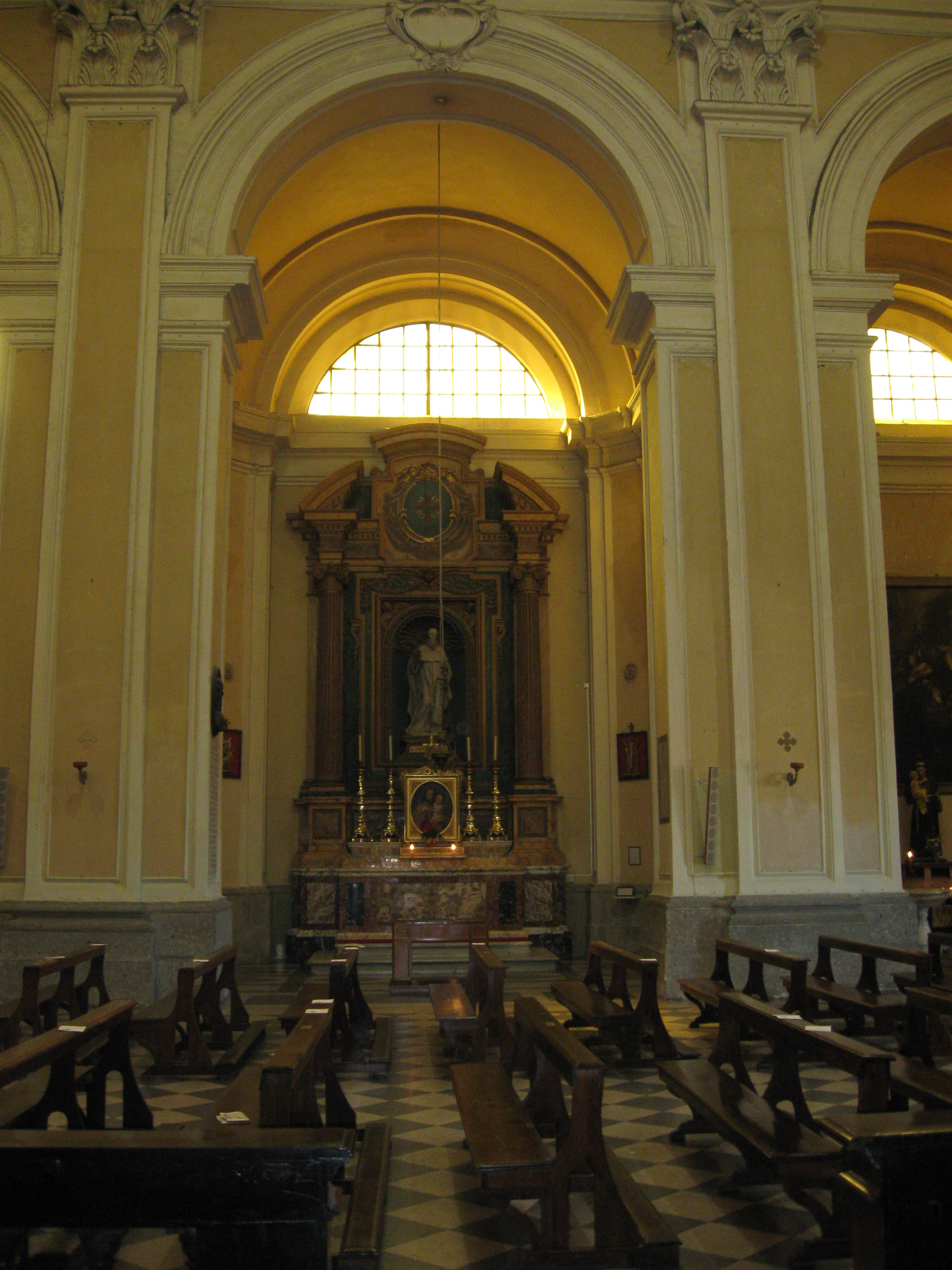
La seconda campata della navata destra con l'altare di sant'Antonio abate o di san Giuseppe.

##### Terza campata

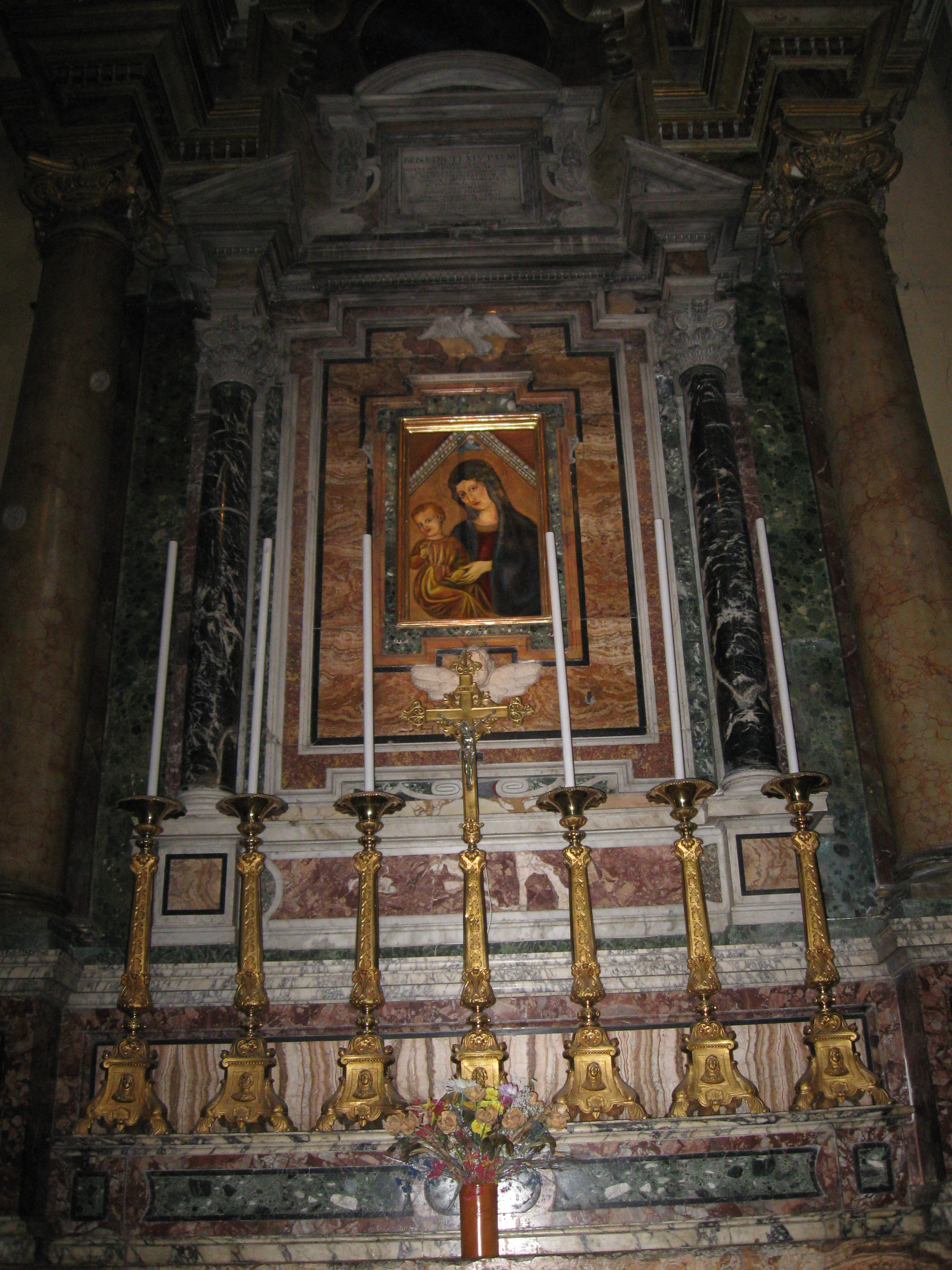
L'altare della Madonna del Popolo.

La terza campata della navata destra ospita l'altare della Madonna del Popolo, così denominato da un'icona miracolosa della Vergine Maria venerata dal popolo come Madonna del Popolo. Anche se la tradizione attribuisce l'icona a san Luca evangelista, il primo documento che si conosce al riguardo è un atto notarile del 1280 in cui viene detto che l'immagine venne trasportata a Roma da un membro della famiglia Colonna che si era recato a Costantinopoli. Papa Martino V nella prima metà del Quattrocento fece portare l'icona a Marino nella collegiata di Santa Lucia, dove le fu eretto un altare realizzato con marmi antichi, spoliati forse dal tempio di Diana ad Aricia. L'icona venne solennemente traslata nella nuova basilica di San Barnaba il 10 dicembre 1662, e collocata in un altare ricavato dalla spoliazione dei marmi della vecchia collegiata: da notare le due colonne in marmo giallo antico. La Madonna del Popolo venne invocata dal popolo marinese in svariate occasioni, perché intercedesse in occasione di pestilenze, carestie, grandinate, siccità. Tutti gli ornamenti e gli ex voto dell'icona furono rubati nei due furti sacrileghi del 1911 e del 1914: nel primo caso furono individuati e condannati come colpevoli tre anarchici, mentre non si conoscono i colpevoli del secondo furto.

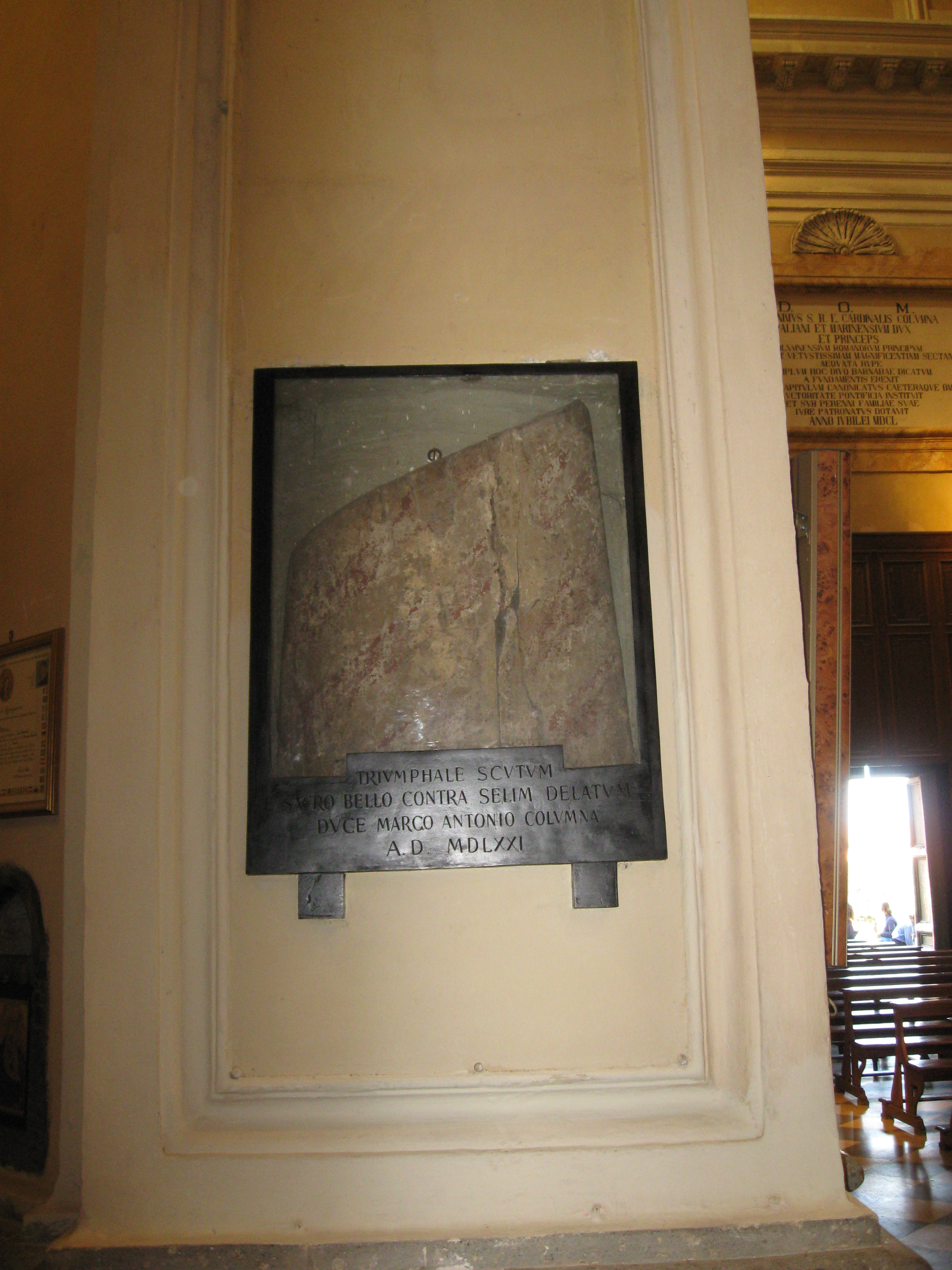
Lo scudo di Lepanto prima del restauro presentato nel 2020.

Intorno all'altare si trova una sequenza di riquadri in stucco settecenteschi di mano anonima all'interno dei quali sono dipinti episodi evangelici e biblici: alcune scene sono molto rovinate.
Nel secondo pilastro è incastonata nel muro la teca che ospita uno scudo ottomano, riportato a Marino dopo la battaglia di Lepanto del 1571 contro l'Impero ottomano vinta dalla flotta confederata della Lega Santa, in cui il signore di Marino Marcantonio II Colonna era l'ammiraglio del contingente pontificio. Sulla teca sono incise le seguenti parole:
Il manufatto è stato oggetto di recenti restauri, presentati al pubblico l'11 giugno 2020, in occasione dei quali è stato possibile appurare che lo scudo non fu tolto alla flotta turca, come era erronea e diffusa convinzione, ma si tratta di un palvese appartenuto ad un soldato marinese che partecipò alla battaglia di Lepanto, e donò poi alla chiesa locale lo scudo.
Sulla parete opposta, cioè sul terzo pilastro, è incastonato nel muro una targa bronzea di Nino Lodi commemorativa del Concordato del 1929 tra la Chiesa cattolica e lo Stato italiano.
Accanto, si trova una lapide apposta dal clero marinese a memoria dello scampato contagio del colera del 1837, che decimò molti comuni vicini preservando Marino:
La balaustra dell'altare, in marmo, è stata realizzata nel 1946 dal proprietario marinese Tito Bellucci in memoria della moglie Elena.

#### Navata sinistra

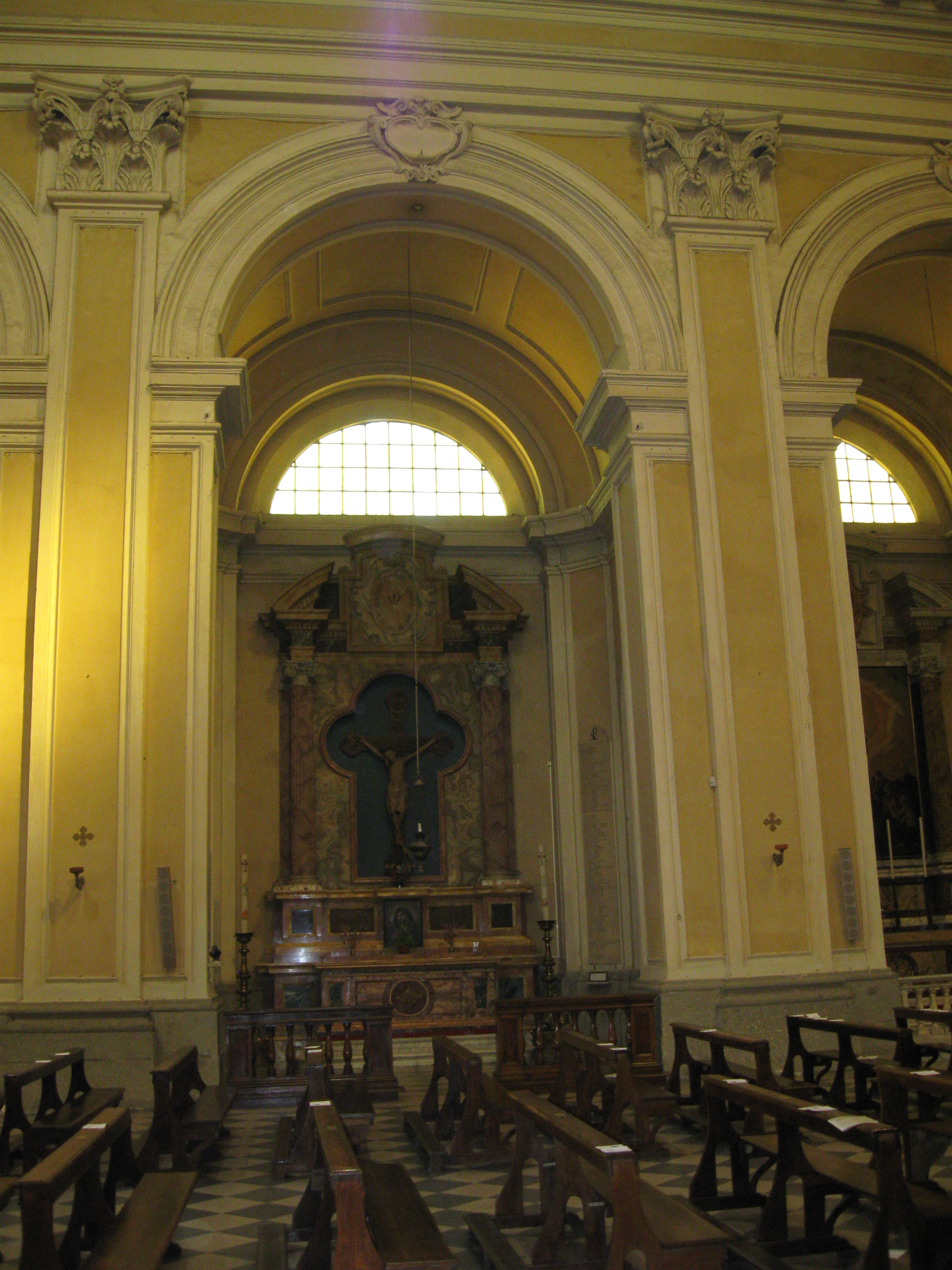
L'altare del Crocifisso (seconda campata).

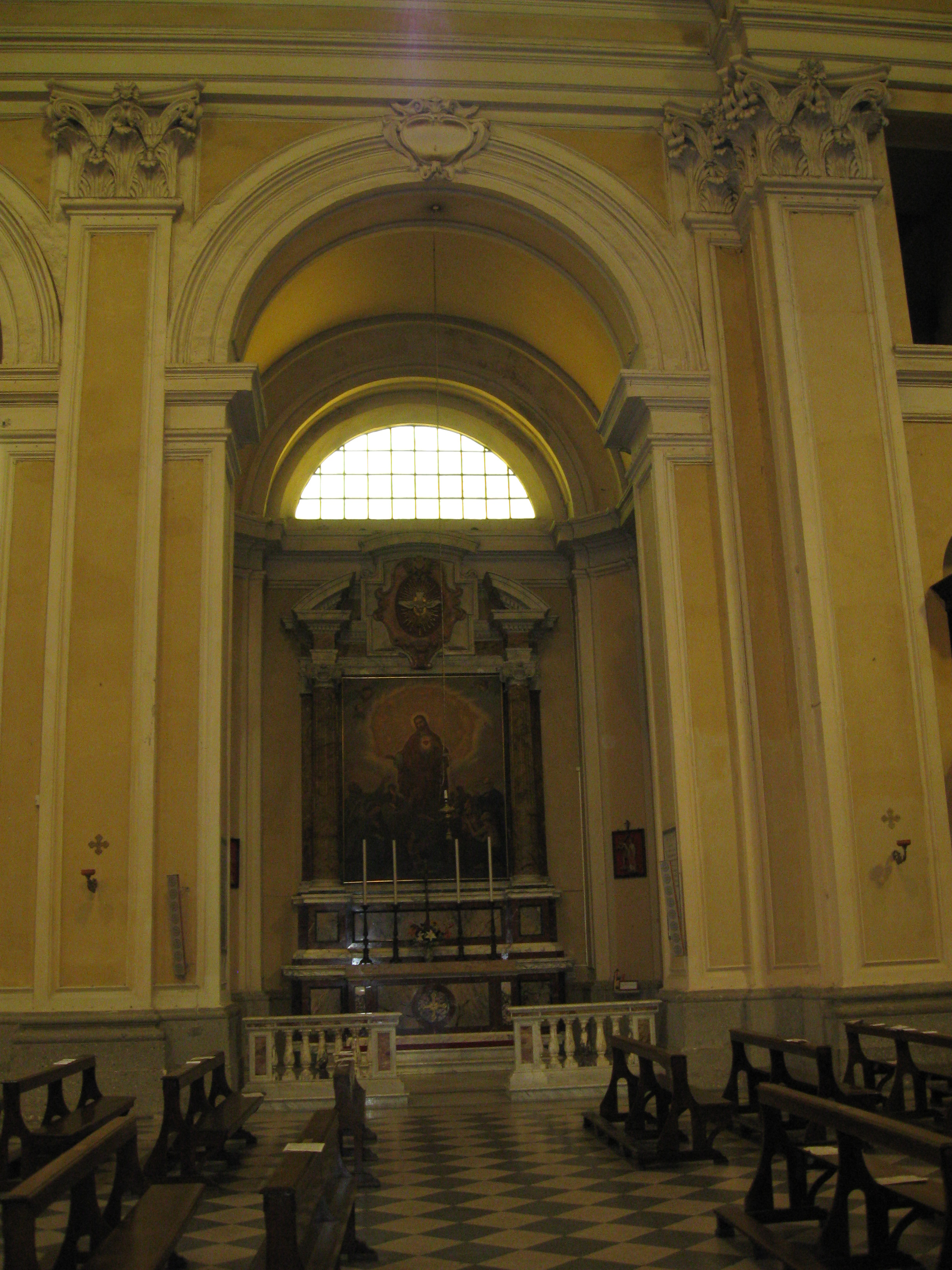
L'altare del Sacro Cuore (terza campata).

##### Prima campata
La prima campata della navata sinistra, come la campata parallela nella navata destra, non ospita nessun altare, ma solo una statua in legno dorato di anonimo raffigurante santa Lucia da Siracusa, compatrona della città, che viene venerata durante la festa compatronale di Santa Lucia (13 dicembre). Dietro alla statua è stata collocata una tela di grandi dimensioni raffigurante l'Assunzione della Vergine Maria, opera di Pier Leone Ghezzi già collocata nell'oratorio della Coroncina sottostante la chiesa, convertito negli anni venti del Novecento ad auditorium.

##### Seconda campata
La seconda campata della navata sinistra è occupata dall'altare del Crocifisso o dell'Addolorata, che prende nome da un crocifisso ligneo di grandi dimensioni attribuibile ad una scuola umbra del Trecento. Ai piedi del crocifisso è collocata un'"Addolorata" di piccole dimensioni di Carlo Maratta.
Ai quattro pilastri della cappella sono murate altrettante lapidi di marmo che ricordano i nomi dei caduti nei bombardamenti aerei anglo-americani del 2 e del 17 febbraio 1944 e nei seguenti spezzoni aerei.

##### Terza campata
La terza campata della navata sinistra ospita l'altare del Sacro Cuore, restaurato nel 1952 in occasione del cinquantesimo anniversario dell'ordinazione sacerdotale del marinese Giovanni Battista Trovalusci, all'epoca vicario generale della diocesi suburbicaria di Albano. Il quadro dell'altare, di grandi dimensioni, è un'opera del pittore Giuseppe Ciotti realizzata nel 1966, raffigurante l'umanità sofferente che ricorre al Sacro Cuore di Gesù sotto la guida appunto di monsignor Trovalusci.
Al secondo pilastro è incastonata una lapide funeraria di marmo che ricorda il sottoufficiale della Gendarmeria Pontificia Domenico Terribili, insignito dell'Ordine di San Silvestro Papa e morto il 10 gennaio 1859, con la seguente iscrizione:

#### Il transetto

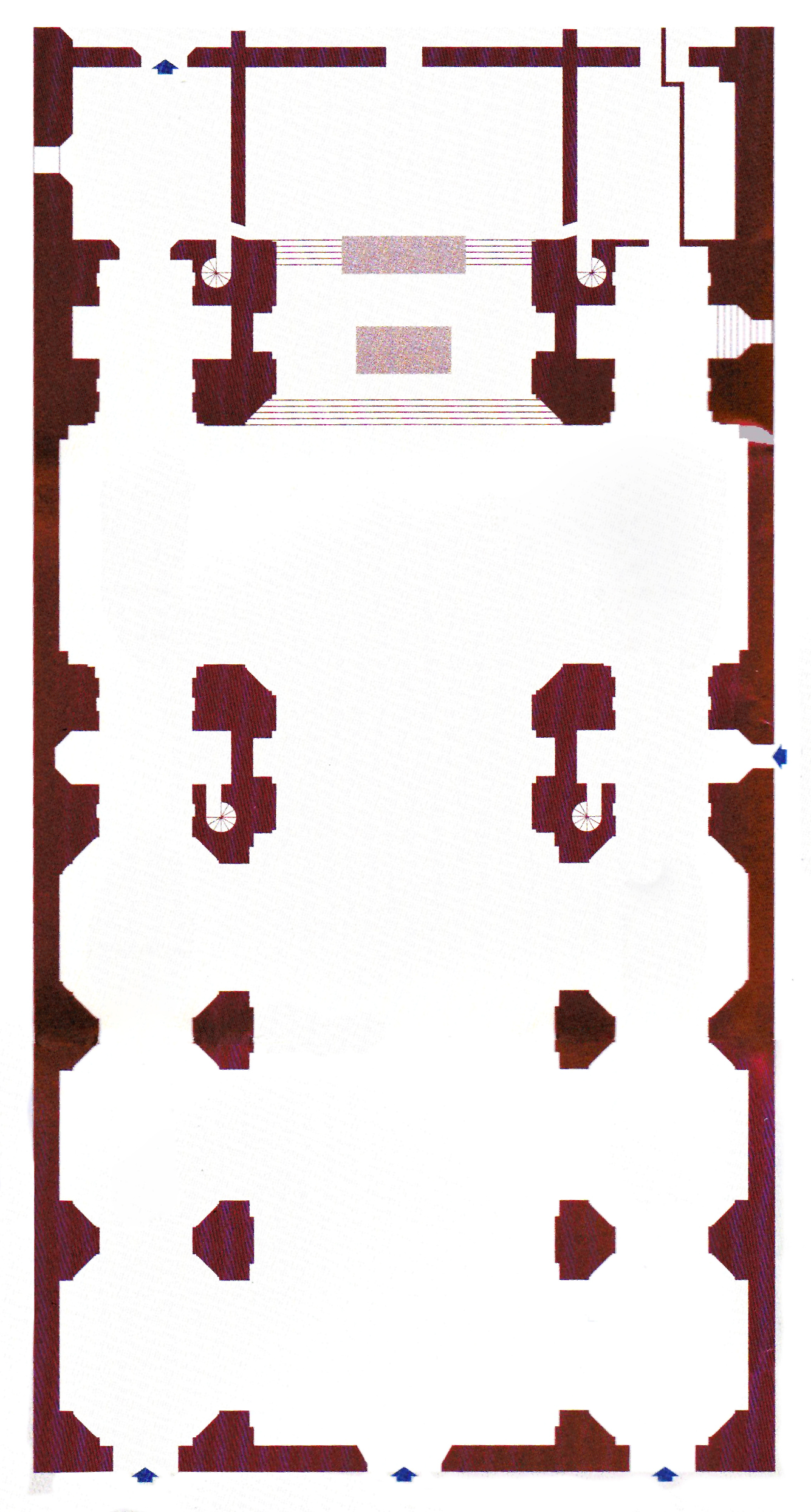
Pianta della basilica.

##### Transetto destro
Nel transetto di destra è ospitato l'altare del Santissimo Sacramento o della Madonna del Carmelo, edificato dal marinese Giovanni Battista Mochi utilizzando marmi colorati antichi come il marmo giallo antico, il marmo nero ed il marmo serpentino. La pala d'altare è un dipinto anonimo di grandi dimensioni raffigurante la Madonna del Carmelo, il Bambino Gesù ed i santi Teresa d'Avila e Giovanni della Croce. Il tabernacolo è un'opera moderna di Luigi Gozzi.

##### Transetto sinistro
Nel transetto di sinistra è collocato l'altare di san Bartolomeo, un altare privilegiatum edificato dal marinese Giulio Galantini e dalla sua famiglia nella seconda metà del Seicento utilizzando marmi colorati antichi: notevole il paliotto d'altare intarsiato.
La pala d'altare è un "Martirio di san Bartolomeo" di Giacinto Campana, copia contemporanea dell'originale di Giovanni Francesco Barbieri detto "il Guercino" eseguito e conservato nella chiesa di San Martino a Siena tra il 1635/1636, eseguita probabilmente su commissione del cardinale Girolamo Colonna. Una seconda copia, datata 1774, ad opera della pittrice Annunziata Verchiani è custodita nella chiesa della Visitazione a Viterbo.

#### La cupola
La cupola si presenta esternamente a padiglione, mentre all'interno è tondeggiante: la lanterna è situata a 31 metri d'altezza. Lungo la base della cupola stessa, all'interno, è apposta la seguente iscrizione:
(Iscrizione alla base della cupola della basilica.)
Gli ultimi restauri alla struttura della cupola sono stati eseguiti nel secondo dopoguerra, dopo che un'incursione aerea anglo-americana del maggio 1944 aveva in parte indebolito i quattro enormi pilastri di sostegno.

#### Il presbiterio ed il coro d'estate
Nel presbiterio, sulla parete di fondo dietro il tabernacolo, troneggia un grande quadro raffigurante il Martirio di San Barnaba, attribuito a Bartolomeo Gennari (1594-1661), allievo della bottega del Guercino (1591-1666), se non al Guercino stesso. Pregevole è anche la cornice del quadro, sotto la quale si legge l'iscrizione latina Divo Barnabae ("A San Barnaba").
Sempre dietro il tabernacolo, sulle pareti di destra e sinistra si aprono due nicchie nelle quali sono collocate due edicole marmoree (marmo rosso di Verona e marmo bianco), entrambe realizzate a partire dal 1651 dal maestro scalpellino Carlo Spagna e, dopo la morte di questi, dallo scalpellino Gabriele Renzi tra il 1653 ed il 1655, come dimostra la contabilità dei pagamenti conservati presso l'Archivio Colonna.
Nell'edicola di destra è collocato il monumento del cardinale Girolamo Colonna, nel quale il cardinale appare orante e inginocchiato su un inginocchiatoio recante scolpito lo stemma della famiglia Colonna.
Riguardo l'autore della statua del cardinale non sono noti documenti. Alcuni studiosi l'hanno attribuita ad Alessandro Algardi o alla sua scuola, altri a Francesco Mochi o addirittura al Bernini; recentemente è stata proposta l'attribuzione ad Orfeo Boselli, autore di un busto del cardinale Girolamo Colonna datato al 1651 e conservato nel palazzo romano della famiglia Colonna, oltre che di altri busti di membri della famiglia.
Sotto l'edicola al cui interno è alloggiata la statua del cardinale, è apposta la seguente iscrizione, dettata dal cardinale ancora vivente nel 1658:
Nell'edicola di sinistra doveva essere collocata un'urna contenente le sacre reliquie.
Secondo lo studioso Carlo Bartolomeo Piazza, il cardinale Girolamo sarebbe sepolto in basilica, ma in realtà, nonostante l'originaria intenzione di farsi seppellire a Marino, il cardinal Colonna è poi stato tumulato presso la basilica di San Giovanni in Laterano in Roma, come risulta dal suo testamento.
Il tabernacolo è realizzato in pregiato marmo fior di pesco e risale al XVII secolo: consiste in un baldacchino d'argento sorretto da quattro colonnine corinzie. Il ciborio in metallo argentato conservato all'interno è un'opera moderna dello scultore Tommaso Merendoni.
Il fonte battesimale, posto sulla destra dell'altar maggiore in una nicchia, invece è opera di artisti romani del XVII secolo, in marmo nero e colonnine lignee.

#### Il coro d'inverno
Nella cappella del coro d'inverno, sono conservate alcune opere degne di nota: anzitutto un San Francesco d'Assisi attribuito a Girolamo Muziano (1528-1592) o a Giovan Battista Caracciolo (1578-1635), poi una Umanità di Cristo di Cherubino Alberti su disegno di Michelangelo Buonarroti, due ovali su due pareti contrapposte raffiguranti San Pietro e San Paolo, attribuiti a Guido Reni. Inoltre c'è anche un San Rocco, copia del quadro conservato presso la chiesa di Santa Maria delle Grazie e attribuito al Domenichino o a Mattia Farnese (1631-1681), quadro destinato in origine alla cappella di San Rocco nell'omonima località, rasa al suolo nel 1944. Pregevoli sono anche gli affreschi sul soffitto, raffiguranti la Gloria dello Spirito Santo su un finto soffitto sfondato, e gli stalli in noce del coro, risalenti al 1747.

## La parrocchia
La parrocchia della basilica di San Barnaba è la più importante del comune di Marino e della vicarìa omonima, ed il suo parroco dal 1731 ha la qualifica di abate mitrato nullius diocesios. La parrocchia riveste anche grande importanza nella diocesi: è l'unica basilica del territorio oltre alla basilica cattedrale di San Pancrazio ad Albano Laziale, ed il suo capitolo, come già accennato, venne riconosciuto primo per importanza ed antichità assieme a quello della collegiata di Santa Maria Assunta ad Ariccia in seguito ai sinodi diocesani del 1668, del 1687 e del 1847.
La parrocchia, il cui vicariato è popolato da quasi 40 720 persone al 2007, si estende per una parte del centro storico di Marino (occupando il rione Santa Lucia, il rione Castelletto, il quartiere Acquasanta, il quartiere Vascarelle, il quartiere Civitella ed il quartiere Villa Desideri) e in alcune località del territorio comunale (Monte Crescenzo, Campofattore, Pascolari di Castel Gandolfo, Castagnole).
Fino ad alcuni anni fa erano incluse nel territorio parrocchiale anche le località di Palazzolo, che amministrativamente è compresa nel comune di Rocca di Papa, e Pozzo Carpino, che è un'exclave del comune di Grottaferrata. L'autonomia delle altre parrocchie del centro storico, dove esistono chiese nate con funzione conventuale, è piuttosto recente: la chiesa di Santa Maria delle Grazie si è costituita parrocchia solo nel 1954, mentre la chiesa della Santissima Trinità è nata alla fine degli anni cinquanta.
Nel territorio parrocchiale sono anche inclusi il santuario di Santa Maria dell'Acquasanta e la chiesa di Sant'Antonio di Padova al rione Castelletto. Nello stesso edificio della basilica, sono situati l'oratorio del Gonfalone e l'ex-oratorio della Coroncina.